# Interleptomesochra tenuicornis
Interleptomesochra tenuicornis är en kräftdjursart som först beskrevs av G.O. Sars. 1911.  Interleptomesochra tenuicornis ingår i släktet Interleptomesochra och familjen Ameiridae. Arten har ej påträffats i Sverige. Inga underarter finns listade i Catalogue of Life.